# Quietrevolution (вітрова турбіна)

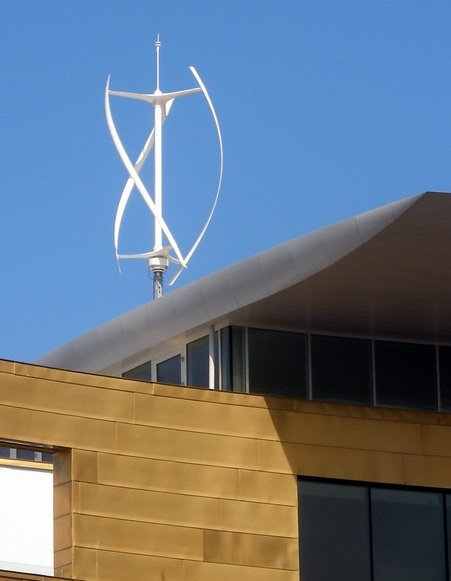
Quietrevolution на даху (Бристоль)

Quietrevolution (англ. Quiet revolution — тиха революція) — високоефективна вітрова турбіна з вертикальною віссю і трьома S-подібними лопатями британської компанії Quiet Revolution.

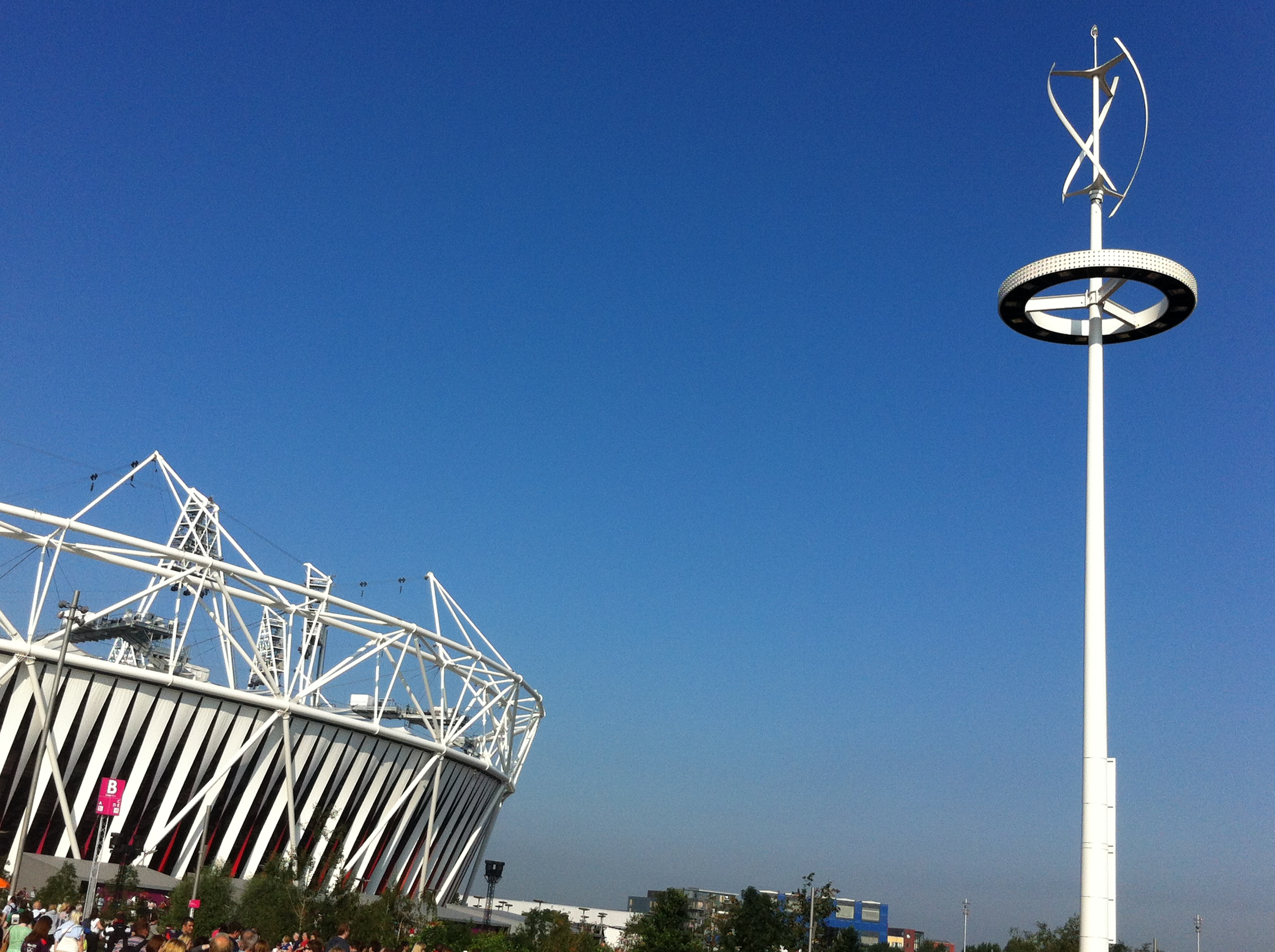
Quietrevolution (праворуч) біля Олімпійського стадіону в Лондоні

Завдяки своїм конструкторським особливостям турбіна є практично безшумною і підходить для використання в міських умовах, де напрямок вітру може часто змінюватися. В основі ідеї турбіни покладені рішення, що використовуються в водяній турбіні Горлова.
Турбіна випускається в декількох типорозмірах. Робоча частина основної моделі QR5 має в висоту 5 метрів і 3.1 метри в діаметрі, і здатна віддавати потужність 6 Кіловат змінного струму при середній швидкості вітру 5,8 м/сек. Пристрій працездатний при швидкості вітру в межах 4,5-16 м/сек. При цьому QR5 є однією з найпростіших і найбільш зручних вітрових турбін для транспортування і установки в віддалених і вузьких місцях. Модель сертифікована на безперебійну роботу протягом до 25 років за умови щорічних технічних оглядів.
Кілька турбін меншого типорозміру встановлені в Букінгемському палаці. В 2017 турбінами було обладнане експериментальне судно «Energy Observer».
Розробка отримала кілька премій, включаючи «Sustainable Innovation Award» у 2006 році.